# 截角小星形十二面體
在幾何學中，截角小星形十二面體是指截去所有頂點的小星形十二面體。然而，若對小星形十二面體套用一般用於產生半正多面體（如阿基米德立體）所用的截角變換，則會導致產生的結果外觀與正十二面體無異，但實際上可以視為一種退化的均勻多面體。部分的RNA病毒是這種結構。

## 均勻截角小星形十二面體

將外層五邊形面（黃色）中間打洞的均勻截角小星形十二面體，可以看到內側的五邊形面（紅色）與外側的五邊形面重合。

均勻截角即為一般用於產生半正多面體（如阿基米德立體）所用的截角變換，其結果在考克斯特記號中可以用表示
，而套用了這種截角變換後會使得小星形十二面體轉變成外觀與一般正十二面體相同的立體，然而這種立體並非十二面體，而是一種退化的二十四面體，其由24個面、90條邊和60個頂點組成，其中24個面為12個正五邊形和12個繞兩圈的正五邊形組成，整體可以視為是每個頂點都是2個十邊形和1個五邊形之公共頂點的抽象等角二十四面體的具像化。
| 小星形十二面體 | 較淺的截角小星形十二面體 | 均勻截角小星形十二面體 |

## 過截角小星形十二面體
過截角是指截角截得比截半更深的截角變換，其可以視為對於對偶多面體進行均勻截角。過截角小星形十二面體的結果為截角大十二面體，頂點、邊和面數皆與截角小星形十二面體相同，皆為24個面、90條邊和60個頂點組成，但組成面不同。過截角小星形十二面體的組成面為12個五角星面和12個十邊形面，且頂點都是2個十邊形和1個五角星的公共頂點，這種頂點可以對應到均勻截角小星形十二面體中，作為抽象等角二十四面體中的2個十邊形和1個五邊形之公共頂點。
| 名稱              | 小星形十二面體                          | 截角小星形十二面體                        | 截半大十二面體                          | 截角大十二面體                            | 大十二面體                              |
| ----------------- | --------------------------------------- | ----------------------------------------- | --------------------------------------- | ----------------------------------------- | --------------------------------------- |
| 考克斯特 迪肯符號 | node · 5 · node · 5 · rat · d2 · node_1 | node · 5 · node_1 · 5 · rat · d2 · node_1 | node · 5 · node_1 · 5 · rat · d2 · node | node_1 · 5 · node_1 · 5 · rat · d2 · node | node_1 · 5 · node · 5 · rat · d2 · node |
| 圖像              |                                         |                                           |                                         |                                           |                                         |

## 其他截角小星形十二面體
另外有一種抽象多面體（x5/2β5o）其可以視為截角小星形十二面體的刻面多面體的一種形式，這種多面體的每個頂點都是1個五角星、2個四邊形、和2個星形十邊形的公共頂點，頂點圖可以記為[5/2,4,10/4,10/4,4] ；其刻面的原像與三個正十二面體的複合立體非常相似，其每個頂點都是3組的1個五邊形和2個星形十邊形的公共頂點，頂點圖可以記為 3[5,10/2,10/2]。另一種相關的多面體則是一種特殊截角的小星形十二面體，其可以視為星形截半二十面体的一種，即截半二十面体的星形化體。

## 相關多面體
截角小星形十二面體是均勻多面體的一種退化形式，在考克斯特的書中，這種形式被以威佐夫記號2 p | p/2，並且說明p可以為3、5和5/2

### 五角化大十二面體
均勻截角小星形十二面體對應的對偶多面體是一個外觀與正二十面體無異的立體。然而截角多面體的對偶多面體，根據康威多面體表示法可以替換為原像的克利多面體，因此對應的立體為五角化的大十二面體，根據對偶多面體的頂點數與面數關係，可得知均勻截角小星形十二面體對應的對偶多面體具有60個面、90條邊和24個頂點，其中60個面與正二十面體排不相同，且每3個面為一組互相重合。